# Iambia shanica
Iambia shanica är en fjärilsart som beskrevs av Emilio Berio 1973. Iambia shanica ingår i släktet Iambia och familjen nattflyn. Inga underarter finns listade i Catalogue of Life.